# Taul Bradford
Taul Bradford, född 20 januari 1835 i Talladega i Alabama, död 28 oktober 1883, var en amerikansk militär och politiker (demokrat). Han var ledamot av USA:s representanthus 1875–1877. Bradford avancerade till överstelöjtnant i sydstatsarmén i amerikanska inbördeskriget.
År 1875 efterträdde Bradford Charles Pelham som kongressledamot och efter en mandatperiod i representanthuset efterträddes han 1877 av Jeremiah Norman Williams.
Bradford är begravd på Oak Hill Cemetery i Talladega i Alabama.